# Friedrich Robert Faehlmann
Friedrich Robert Faehlmann   (Koeru, 31 de desembre de 1798 - Tartu, 22 d'abril de 1850) fou un filòleg estonià, metge i cofundador de la Societat científica estoniana (Õpetatud Eesti Selts).
Faehlmann era el fill d'un camperol pobre estonià. Amb l'ajuda del terratinent de Payküll-Hackeweid realitza estudis de Medicina des 1818-1827 a Tartu, on exercirà des de llavors. Està interessat en les històries i llegendes de la regió, que va esdevenir una passió, i que esdevindrà després la seva ocupació principal. El 1842 va esdevenir professor d'idioma estonià a la Universitat de Tartu.
La seva principal contribució és la col·lecció dels principals contes del folklore estonià que seran, després de la seva mort en 1850, compilats per Friedrich Reinhold Kreutzwald per formar el poema èpic nacional estonià Kalevipoeg (El fill de Kalev), publicat a Tartu entre 1857 i 1861.
Altres treballs de Faehlmann inclouen també diversos assajos en alemany sobre l'idioma estonià com ara "Assaigs d'organització de la conjugació dels verbs estonians" (Tartu 1843), "Sobre la declinació dels substantius estonians" (Tartu 1844). El butlletí de la societat científica, publicat després de 1840, també conté un gran nombre d'articles de Faehlmann.